# Прюдс
Заливът Прюдс (на норвежки: Prydzbukta; на английски: Prydz Bay) е залив в югоизточната част на море Съдружество, част от акваторията на Индоокеанския сектор на Южния океан, край бреговете на Източна Антарктида, Бряг Ингрид Кристенсен на Земя принцеса Елизабет. Ширина на входа между нос Еймъри (най-северната точка на шелфовия ледник Еймъри, 68°12′ ю. ш. 72°50′ и. д. / 68.2° ю. ш. 72.833333° и. д.) на запад и полуостров Пангнесет на изток 230 km, вдава се в континента на 150 km. В западната му част периодично настъпва и отстъпва шелфовия ледник Еймъри, а най-южната му част е заета от шелфовия ледник Пабликейшън. Бреговата му линия е силно разчленена от по-малки заливи (Саннефиорд и др.), полуострови (Брейднесет, Пангнесет и др.) и множество малки острови (Бьолинген, Свенер, Рьоуер и др.). Освен големия шелфов ледник Еймъри, в него се „вливат“ долинните ледници Полард Рекорд (от юг), Ранвик и Кейос (от югоизток) и Сьорсдал (от изток).
Заливът е открит едновременно от норвежки китоловци и участници в смесената британско-австралийско-новозеландска антарктическа експедиция (БАНЗАРЕ) през 1931 г. През 1935 г. крайбрежието му е частично изследвано и заснето от норвежкия китоловец Клариус Микелсен. През 1936 – 37 г. цялата акватория на залива и неговите брегове са картирани на базата на направените аерофотоснимки от норвежката антарктическа експедиция, ръководена от Ларс Кристенсен, който наименува големия залив в чест на Олаф Прюдс – генерален директор на китоловната компания, спонсорирала експедицията му.